# Ally McBeal
Ally McBeal est une série télévisée américaine en 112 épisodes de 44 minutes, créée par David Edward Kelley et diffusée entre le 8 septembre 1997 et le 20 mai 2002 sur le réseau FOX et au Canada sur le réseau CTV.
En France, la série a été diffusée à partir du 24 février 1998 sur Téva, du 25 novembre 1998 sur M6 et dès le 25 août 2014 sur RTL9. Rediffusion sur TMC dès le 4 janvier 2021. Au Québec, la série a été diffusée à partir du 27 avril 1999 sur le réseau TVA (en version québécoise, uniquement pour la première saison), puis rediffusée en rafale à partir du 18 août 2003 sur ARTV (en version française),.

## Synopsis
Cette série met en scène un cabinet d'avocats huppé de Boston dans lequel évoluent des personnages tous plus délirants les uns que les autres, avec en tête une avocate trentenaire à l'imagination débridée, Ally McBeal. Nombre de scènes importantes hors tribunal ont pour cadre les toilettes mixtes du cabinet, ou bien le bar que les avocats fréquentent tous les soirs pour décompresser.
La plupart des épisodes sont construits sur un jeu de miroirs entre une affaire traitée au tribunal et la vie sentimentale très complexe des membres du cabinet. La marque de fabrique de la série est un ton très libre et un humour parfois décapant, confinant à l'absurde, souvent grivois mais non exempt de gravité et de profondeur psychologique. L'inconscient des protagonistes fait l'objet de gags visuels très imaginatifs.

## Distribution

### Personnages principaux
- Calista Flockhart (VF : Natacha Muller ; VQ : Aline Pinsonneault) : Ally McBeal
- Greg Germann (VF : Pierre Tessier ; VQ : Gilbert Lachance) : Richard Fish
- Peter MacNicol (VF : Denis Boileau ; VQ : François Godin) : John Cage
- Jane Krakowski (VF : Véronique Alycia ; VQ : Natalie Hamel-Roy) : Elaine Vassal
- Gil Bellows (VF : Thierry Ragueneau ; VQ : Daniel Picard) : Billy Thomas (saisons 1 à 3)
- Courtney Thorne-Smith (VF : Virginie Méry ; VQ : Marie-Andrée Corneille) : Georgia Thomas (saisons 1 à 3)
- Lisa Nicole Carson (VF : Odile Schmitt ; VQ : Hélène Mondoux) : Renée Raddick (saisons 1 à 4)
- Portia de Rossi (VF : Stéphanie Murat ; VQ : Christine Bellier) : Nelle Porter (saisons 2 à 5)
- Lucy Liu (VF : Laëtitia Godès ; VQ : Anne Dorval) : Ling Woo (saisons 2 à 5)
- Hayden Panettiere (VF : Marie-Charlotte Dutot) : Maddie Harrington (saison 5)
- Robert Downey Jr. (VF : Bernard Gabay) : Larry Paul (saison 4)
- James LeGros (VF : Xavier Fagnon) : Mark Albert (saison 4)
- Tracey Ullman (VF : Dominique Chauby) : Dr Tracy Clark (récurrente saison 1 à 3)
- Vonda Shepard : elle-même
- Jami Gertz (VF : Dorothée Jemma) : Kimmy Bishop (récurrente saison 4 et 5)
- Regina Hall (VF : Ninou Fratellini) : Greta Lipp (saison 5 - récurrente saison 4)
- Josh Hopkins (VF : Maurice Decoster) : Raymond Milbury (saison 5)
- Julianne Nicholson (VF : Laurence Sacquet) : Jenny Shaw (saison 5)
- James Marsden (VF : Damien Boisseau) : Glenn Foy (saison 5)
- Albert Hall (VF : Christian Visine) : le juge Seymore Walsh
- John Michael Higgins : Steven Milter (récurrent saison 4)
- Taye Diggs (VF : Bruno Dubernat) : Jackson Duper (2001)

### Récurrents
- Dyan Cannon (VF : Danielle Volle ; VQ : Louise Rémy) : le juge Jennifer « Frimousse[5] » Cone
- Phil Leeds (VF : Pierre Baton) : le juge Dennis « Happy » Boyle (1998-1999), Saisons 1 et 2
- Dylan McDermott (VF : Stéphane Ronchewski) : Bobby Donnell
- John Michael Higgins : Steven Milter, avocat et psychanalyste, Saisons 3 et 5

### Vedettes invitées
- Christina Ricci (VF : Alexandra Garijo) : Liza Bump (2002)
- Jon Bon Jovi (VF : Lionel Tua) : Victor Morrison (2002)
- Dame Edna Everage (ou plutôt Barry Humphries) (VF : Jacques Ciron) : Claire Otoms (2002)
- Bobby Cannavale (VF : David Krüger) : Wilson Jade (2002)
- Heather Locklear (VF : Dominique Dumont) : Nicole Naples (2002)
- Lisa Edelstein : Cindy McCauliff (2000-2001) (5 épisodes)
- Anne Heche (VF : Virginie Ledieu) : Melanie West (2001)
- Barry White : lui-même (1999 et 2002)
- Al Green : lui-même (1999 et 2000)
- Tina Turner : elle-même (2000)
- Macy Gray : elle-même (2000)
- Gloria Gaynor : elle-même (2000)
- Barbara Alyn Woods : Kelly Philbrick (1999)
- Farrah Fawcett (VF : Béatrice Delfe) : Robin Jones (2000)
- Jacqueline Bisset (VF : Frédérique Tirmont) : Frances Shaw (2001), Saison 5, Épisodes 4 et 5
- Bruce Willis (VF : Patrick Poivey) : Dr Nickle (1999), Saison 2, Épisode 12
- James Denton : Jimmy Bender (2000)
- Haley Joel Osment : Eric Stall (1999) Saison 2, Épisode 13
- Josh Ryan Evans : Oren Koolie (1998) Saison 2, épisode 18
- Sting : lui-même (2001), Saison 4, Épisode 20
- Marcia Cross (VF : Blanche Ravalec) : Myra Robbins (2000)
- Famke Janssen : Jamie (2000), Saison 4, Épisodes 8 et 10
- Anastacia : elle-même (2001)
- Chayanne : Sam Adams (2001)
- Mariah Carey (VF : Virginie Ogouz) : Candy Cushnip (2002)
- Matthew Perry (VF : Emmanuel Curtil) : Todd Merrick (2002)
- Michael Vartan : Jonathan (2000)
- Michael Weatherly : Wayne (2000)
- Kathryn Joosten : Sœur Alice (2001)
- Barry Manilow : lui-même (2001)
- Josh Groban : Malcolm (2001), Saison 4, Épisode 23 et Saison 5, Épisode 7
- Cindy Margolis : elle-même (2001)
- Randy Newman : lui-même (2001) Saison 4, Épisode 21
- Roma Maffia : avocate de l'accusation (2001), Saison 5 Épisode 4
- Elton John : lui-même (2001), Saison 5 Épisode 5
- John Ritter : Georges Madison (1999), Saison 2, Épisodes 4 et 5
- Betty White : Dr Shirley Flott (1999)
- Kate Jackson : Barbara Cooker (1997), saison 1, épisode 3
- Richard Riehle (VF : Jean-Claude Sachot) : Jack Billings (1997), Saison 1, Épisode 1
- Cristine Rose : Marci Hatfield (1997), Saison 1, Épisode 8

 Source et légende : version québécoise (VQ) sur Doublage.qc.ca

## Univers de la série

### Personnages
- Allison McBeal dite Ally : Héroïne de la série, à l'imagination débridée frisant le délire (plus d'une fois hallucinatoire) et à la sensibilité exacerbée. Son rêve le plus cher est de trouver l'âme sœur pour fonder un foyer. Ses hallucinations vont de la comédie musicale à des apparitions très étranges... Outre son côté fantasque, son professionnalisme lui vaut l'estime de ses collègues et clients. Il arrive cependant fréquemment que les causes qu'elle doit plaider et ses histoires personnelles s'entremêlent. Les épisodes finissent ainsi généralement par sa voix off ou une chanson qui résume sa vision des événements écoulés.
- Richard Fish : Fondateur associé principal du cabinet. Ses centres d'intérêt principaux sont le sexe et l'argent auxquels il prête toutes les vertus, et surtout celle du pouvoir. Il sait également témoigner une grande fidélité à ses meilleurs amis : il proposa ainsi la cofondation du cabinet à John Cage et engagea Ally alors qu'elle venait d'être renvoyée. S'il peut paraître sexiste et homophobe (il est spécialiste des formules à l'emporte-pièce, dites Fishismes), il accepte cependant les causes perdues afin de défendre les plus faibles. Il présente un fort fétichisme sexuel relatif aux fanons.
- John Cage : Surnommé « Le Biscuit », il est cofondateur et second associé principal du cabinet. Excellent avocat usant de méthodes particulièrement inattendues (grincements de chaussures, sifflements du nez, gargouillements gastriques, non-interrogation de témoins...). Il souffre d'un manque important de confiance en lui qu'il compense en s'identifiant à Barry White. Malgré toutes ses excentricités, il entretiendra une amitié très profonde avec Ally, et attirera beaucoup de très belles femmes, dont Nelle Porter.
- Elaine Vassal : Secrétaire d'Ally McBeal, elle est égocentrique et indiscrète. Elle est aussi l'inventeuse inspirée du soutien-visage, des préservatifs fluorescents ou encore du réchauffe-toilettes. Elle adore danser et chanter, et se retrouve souvent sur scène au bar à se donner en spectacle.
- Billy Thomas : Première grande histoire d'amour d'Ally, il a finalement épousé Georgia et travaille aussi chez Cage & Fish. On le voit rarement au tribunal, son rôle principal étant de faire prendre conscience à Ally qu'il est temps qu'elle adopte un comportement plus adulte, tant dans sa vie professionnelle que personnelle, en écoutant moins ses hallucinations et plus ses amis. Il est souvent mené à travailler avec elle, ce qui n'est pas sans éveiller la jalousie de Georgia et décupler les fantasmes d'Ally. Après avoir été un époux modèle, il prend conscience de son rôle d'homme et se remet en cause en devenant un macho affirmé. On découvre plus tard qu'en réalité il est atteint d'une maladie grave qui le fait délirer. Billy restera sans doute le seul véritable amour d'Ally.
- Georgia Thomas : Épouse de Billy, elle est immédiatement cataloguée comme la principale rivale d'Ally. Mais cette rivalité s'estompe rapidement, principalement grâce à Georgia qui réalise qu'Ally n'est qu'un amour de jeunesse. Une amitié très profonde finit par unir les deux personnages.
- Ling Woo : Cliente, avocate puis juge, c'est la meilleure amie de Nelle. Elle est autoritaire et antipathique avec les employés du cabinet, et ne supporte pas qu'on prononce trop le « L » de Ling. Elle flirta longtemps avec Richard Fish et lui fit découvrir de nombreuses autres méthodes d'excitation que le sexe pur et simple. Elle est à la fois très soucieuse de son aspect physique (son maquillage et ses cheveux sont toujours parfaits) et indifférente à sa réputation (elle fait tout pour qu'on la déteste et qu'on l'admire). On découvre au fil des saisons qu'elle est capable d'empathie (elle se lie d'amitié avec un garçon atteint de leucémie, avec un « vieux » qui a des hallucinations sur les pygmées…) et de sourire (surtout lors de ses démonstrations de karaoké au bar).
- Nelle Porter: Surnommée « le Glaçon » ou « L'Iceberg », Nelle est une excellente avocate, mais est élitiste, froide, et est jalousée par les femmes du cabinet, de par sa grande beauté. Mais derrière ce personnage froid se cache une femme avec un grand cœur, aspect qui nous est dévoilé grâce à John Cage.
- Renée Raddick : Colocataire et souvent confidente d'Ally. Elle est procureur à la Cour et se retrouve souvent à chanter au bar, en rivalité avec Elaine Vassal.
- Larry Paul : Au début, Ally le prend pour le psychologue qui remplace Tracy et lui raconte ses problèmes, jusqu'à ce qu'elle apprenne qu'il est en réalité avocat. Il deviendra la seconde grande histoire d'amour d'Ally, dont elle ne se remettra jamais vraiment.
- Maddysson Harrington dite Maddy : Fille biologique d'Ally, elle fait une apparition surprenante et inattendue dans la cinquième saison.
- Vonda Shepard : Chanteuse au bar dans lequel se réunissent tous les soirs les personnages pour décompresser. Elle est également l'interprète du générique et de la quasi-totalité des musiques de la série. Elle joue son propre rôle.
- Mark Albert : Au début présenté en tant que « remplaçant » de Billy au cabinet, Mark Albert ne fut pas immédiatement aimé du personnel. Malgré son savoir-faire devant la cour et ses quelques excentricités (il a, comme Ally et John, sa « musique intérieure » pour le motiver avant ses plaidoiries), il ne sera jamais vraiment apprécié des autres. Il aura une brève liaison avec Elaine Vassal.
- Coretta Lipp: Coretta était au début la première et seule collaboratrice de Larry Paul, elle rejoint Cage/Fish après le départ de Larry.
- Dr Tracy Clark : Il s'agit de la première psychologue que va consulter Ally. Ses méthodes sont hors du commun. Elle établit une thérapie du sourire, demande une chanson fétiche, se moque explicitement des problèmes de ses patients et chante durant les séances de consultation. Délurée et impulsive, elle a cependant toujours raison et se montre très performante.
- Jenny Shaw: Au départ, Jenny Shaw était une sorte d'alter ego d'Ally en plus jeune, mais elle est naïve, trop gentille et finit par être renvoyée du cabinet, en partie pour son manque d'expérience.
- Glenn Foy : Un jeune avocat doué en chant. Il n'a pas de réel intérêt dans la série, autre que son physique avantageux. Il est le « Billy » de Jenny, ils finiront ensemble et il quittera le cabinet en même temps qu'elle.
- Raymond Milbury : Raymond est un avocat et le meilleur ami de Glenn. C'est un macho narcissique qui drague toutes les filles en les provoquant. Malgré ce caractère insupportable, Ally l'engagera dans le cabinet pour ses bonnes compétences d'avocat.

## Accueil
Au début, la série a été créée pour attirer un public féminin, mais elle a fini par attirer aussi bien des hommes que des femmes (proportions d'un tiers / deux tiers respectivement). Les audiences des épisodes de chaque saison varient entre 9 et 14 millions de téléspectateurs. La saison ayant eu la meilleure audience a été la deuxième saison, avec près de 14 millions de téléspectateurs. À l'inverse, celle ayant eu les moins bonnes audiences fut la cinquième, avec tout de même environ 9,5 millions de téléspectateurs.

## Récompenses
- Emmy Awards 1998 : Meilleur son pour l'épisode Le Combat (Saison 1, épisode 10)
- Golden Globes 1998 : Meilleure série comique
- Golden Globes 1998 : Meilleure actrice pour Calista Flockhart
- Emmy Awards 1999 : Meilleure série comique
- Emmy Awards 1999 : Meilleur son pour l'épisode Illusions perdues (Saison 2, épisode 22)
- Emmy Awards 1999 : Meilleure actrice dans un second rôle pour Tracey Ullman
- Golden Globes 1999 : Meilleure série comique
- Emmy Awards 2000 : Meilleur son pour l'épisode Lavage automatique (Saison 3, épisode 1)
- Emmy Awards 2001 : Meilleur acteur dans un second rôle pour Peter MacNicol
- Emmy Awards 2001 : Meilleur casting pour une série comique
- Golden Globes 2001 : Meilleur acteur dans un second rôle pour Robert Downey Jr.

## Produits dérivés

### Livres
- Ally McBeal, le guide officiel : Un guide des deux premières saisons sorti aux éditions Hors Collection le 13 janvier 2000.  (ISBN 2265070033 et 978-2265070035)
- Ally McBeal : Un guide des épisodes des trois premières saisons est sorti aux éditions Hors Collection le 6 octobre 2001.  (ISBN 2258057280 et 978-2258057289)

### DVD
L'intégralité des épisodes est sortie en France en DVD chez Twentieth Century Fox Home Entertainment. Plusieurs éditions ont vu le jour depuis 2002 :
- Ally McBeal Intégrale Saison 1 sortie le 20 février 2002 (6 DVD).  (EAN 3344428005504)
- Ally McBeal Saison 2 Partie 1 sortie le 18 septembre 2002 (3 DVD).  (EAN 3344428008536)
- Ally McBeal Saison 2 Partie 2 sortie le 18 septembre 2002 (3 DVD).  (EAN 3344428008543)
- Ally McBeal Saison 3 Partie 1 sortie le 15 novembre 2002 (3 DVD).  (EAN 3344428009038)
- Ally McBeal Saison 3 Partie 2 sortie le 15 novembre 2002 (3 DVD).  (EAN 3344428009045)
- Ally McBeal Saison 4 Partie 1 sortie le 5 février 2003 (3 DVD).  (EAN 3344428010218)
- Ally McBeal Saison 4 Partie 2 sortie le 5 février 2003 (3 DVD).  (EAN 3344428010225)
- Ally McBeal Saison 5 Partie 1 sortie le 5 février 2003 (3 DVD).  (EAN 3344428010232)
- Ally McBeal Saison 5 Partie 2 sortie le 5 février 2003 (3 DVD).  (EAN 3344428010249)

La série a été rééditée sous différents packagings en 2005, 2007, 2010, 2011, 2013 et 2015.
Le ratio écran est en 1.33.1 plein écran pour les saisons 1, 2 et 4. Pour les saisons 3 et 5 le ratio est en 1.78.1 panoramique 16/9. L'audio est en français et anglais avec des sous-titres en anglais, français et néerlandais. Des bonus sont présents pour chaque saison.

### Bande originale
Plusieurs CD sont sortis sous le label Sony Music :
- Songs from Ally McBeal (ASIN B000024C90)
- Heart and Soul : The New Songs from Ally McBeal (ASIN B013GVKK4U)
- A Very Ally Christmas (ASIN B0000517DX)
- For Once in My Life (ASIN B000050ZDP)
- The Best Of Ally McBeal-Songs from Vonda Shepard (ASIN B002LIKMAM)

## Commentaires

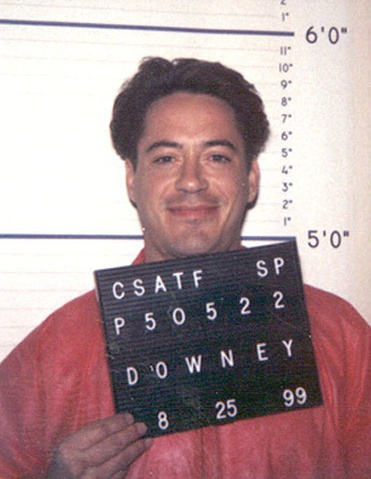
L'acteur Robert Downey arrêté en 1999.

- Robert Downey Jr. a rejoint la distribution de la série au début de la quatrième saison afin d'augmenter l’audience en perte de vitesse. Mission accomplie : David Edward Kelley projeta même de marier son personnage, Larry Paul, avec celui d’Ally McBeal. Mais quelques jours avant le tournage, Downey a été arrêté pour usage de stupéfiants. Malgré le soutien de David E. Kelley, la Fox le renvoya de la série. Les scénaristes ont été contraints de réécrire une fin pour la saison et les références au mariage dans les épisodes précédents ont ainsi été coupées au montage[9].
- David E. Kelley, créateur d'une autre série judiciaire, The Practice : Donnell et Associés, a organisé un crossover entre ses deux séries phares, et chose rare, les séries n'étant pas diffusés sur les mêmes chaînes (Ally Mc Beal sur la Fox et The Practice sur ABC), cela a pu quand même se faire, notamment grâce à l’abnégation du producteur.